# SN 2003gh
SN 2003gh – supernowa typu Ia odkryta 29 czerwca 2003 roku w galaktyce NGC 2466. W momencie odkrycia miała maksymalną jasność 15,70m.